# Douglass Hills (Kentucky)
Pour les articles homonymes, voir Douglass Hills.
Douglass Hills est une ville américaine située dans le comté de Jefferson, dans le Kentucky. Selon le recensement de 2020, sa population est de 5 456 habitants.